# Harlan Warde
Harlan Warde est un acteur américain, né le 6 novembre 1917 dans le comté de Los Angeles, en Californie, et mort le 13 mars 1980 dans le même comté (États-Unis).

## Filmographie

### Cinéma
- 1941 : L'Escadrille des jeunes (I Wanted Wings) de Mitchell Leisen : Montgomery, copilote  (non crédité)
- 1946 : Les Héros dans l'ombre (O.S.S.) d'Irving Pichel : un stagiaire (non crédité)
- 1947 : Deux Nigauds démobilisés (Buck Privates Come Home) de Charles Barton : Sergent (medic #6)
- 1947 : L'Homme de mes rêves (It Had to Be You) de Don Hartman et Rudolph Maté : Atherton Huntley III
- 1948 : To the Ends of the Earth : rôle indéterminé
- 1948 : Une femme opprimée (Money Madness) de Sam Newfield : Donald
- 1948 : Lady at Midnight : Ross Atherton
- 1948 : Night Wind de James Tinling : Colonel
- 1948 : Il marchait dans la nuit (He Walked by Night) d'Alfred L. Werker et Anthony Mann : opérateur 27 de la police
- 1948 : La Comtesse de Monte-Cristo (en) (The Countess of Monte Cristo) : étudiant
- 1948 : Tragique Décision (Command Decision) de Sam Wood : agent de contrôle (non crédité)
- 1948 : Le Réveil de la sorcière rouge (Wake of the Red Witch) d'Edward Ludwig : matelot manipulant la ligne de plongée
- 1949 : State Department: File 649 : Révérend. Dr. Morse
- 1949 : Flaxy Martin de Richard L. Bare : McCLane, adjoint du procureur de district
- 1949 : The Undercover Man : Hoodlum
- 1949 : Homicide (en) : barman du Monday Night
- 1949 : L'Homme de main (Johnny Allegro) de Ted Tetzlaff : Officier de la Garde côtière
- 1949 : Le Rebelle (The Fountainhead) de King Vidor : jeune homme
- 1949 : Les Travailleurs du chapeau (It's a Great Feeling) de David Butler : homme de publicité
- 1949 : Horizons en flammes (Task Force) de Delmer Daves : Timmy Kissell
- 1949 : The Doctor and the Girl : l'anesthésiste
- 1949 : Prison Warden : Albert Gardner
- 1949 : Tokyo Joe de Stuart Heisler : Lieutenant à l'aéroport
- 1949 : Pas de pitié pour les maris (en) (Tell It to the Judge) de Norman Foster : Joe, l'associé de Pete
- 1950 : The Magnificent Yankee de John Sturges : Norton, secrétaire
- 1950 : Planqué malgré lui (When Willie Comes Marching Home) de John Ford : Maj. L.T. Moore
- 1950 : La Flamme qui s'éteint (No Sad Songs for Me) de Rudolph Maté : Lee Corbett
- 1950 : Customs Agent : Agent Perry
- 1950 : Femmes en cage (Caged) de John Cromwell : Dr. Ashton
- 1950 : David Harding, Counterspy : Hopkins
- 1950 : L'Engin fantastique (The Flying Missile) (The Flying Missile) de Henry Levin : Lieutenant-commandant
- 1950 : Captif de l'amour (The Man Who Cheated Himself) de Felix E. Feist : Howard Frazer
- 1951 : Close to My Heart de William Keighley : le père en voiture
- 1951 : Opération dans le Pacifique (Operation Pacific) de George Waggner : Dick, aide de l'amiral
- 1951 : Three Guys Named Mike : météorologiste Hawkins
- 1951 : I Was a Communist for the FBI de Gordon Douglas : Agent du FBI
- 1951 : Her First Romance d'Edward Dmytryk : Paul Powers
- 1951 : Smuggler's Gold : George Brewster
- 1951 : J'accuse cet homme (en) (Criminal Lawyer) de Seymour Friedman : Byron Claymore
- 1951 : Les Diables de Guadalcanal (Flying Leathernecks) de Nicholas Ray : aide de l'amiral
- 1951 : Le Jour où la Terre s'arrêta (The Day the Earth Stood Still) de Robert Wise : Carson
- 1952 : Vocation secrète (Boots Malone) de William Dieterle : détective privé
- 1952 : Without Warning! : Sgt. Don Warde
- 1952 : L'Homme à l'affût (The Sniper) d'Edward Dmytryk : Mr. Harper
- 1952 : Les requins font la loi (en) (Loan Shark) de Seymour Friedman : Lt. White
- 1952 : L'Escadrille de l'enfer de Lesley Selander : Officier exécutif
- 1952 : Operation Secret (it) de Lewis Seiler : Maj. Dawson
- 1952 : Le Grand Secret (Above and Beyond) de Melvin Frank et Norman Panama : l'aumônier
- 1953 : The Juggler : Shaul
- 1953 : Investigation criminelle (Vice Squad) d'Arnold Laven : détective Lacey
- 1953 : Donovan's Brain de Felix E. Feist : agent du Trésor Brooke
- 1954 : Le Démon des eaux troubles (Hell and High Water) de Samuel Fuller : photographe
- 1954 : La police est sur les dents (en) (Dragnet) de Jack Webb : Interne
- 1954 : L'Assassin parmi eux (Down Three Dark Streets) d'Arnold Laven : Agent du FBI Greg Barker
- 1954 : Athena de Richard Thorpe : réalisateur du show télévisé
- 1955 : Strategic Air Command d'Anthony Mann : Officier de permanence
- 1955 : The Scarlet Coat : le capitaine avec le Colonel Jameson
- 1955 : Une femme en enfer (I'll Cry Tomorrow) de Daniel Mann : le régisseur
- 1956 : A Cry in the Night de Frank Tuttle : Ogilvie
- 1956 : Le Diabolique M. Benton (Julie) d'Andrew L. Stone : détective Pope
- 1957 : Last of the Badmen : Green
- 1957 : L'aigle vole au soleil (The Wings of Eagles) de John Ford : Officier exécutif
- 1957 : L'Odyssée de Charles Lindbergh (The Spirit of St. Louis) de Billy Wilder : Boedecker
- 1957 : L'Ingrate cité (Beau James) : Reporter
- 1957 : The Monster That Challenged the World d'Arnold Laven : Lt. Robert 'Clem' Clemens
- 1957 : Chicago Confidential : Lt. Traynor
- 1957 : Bombardier B-52 (Bombers B-52) de Gordon Douglas : Colonel John Baker
- 1957 : Sayonara de Joshua Logan : Consul
- 1958 : Cri de terreur (Cry Terror!) d'Andrew L. Stone : Bert, un opérateur
- 1958 : Vague de chaleur (Hot Spell) de Daniel Mann : Harry
- 1958 : The Decks Ran Red : Vic
- 1958 : Les Boucaniers (The Buccaneer) d'Anthony Quinn : Aide navale de Patterson
- 1959 : It Started with a Kiss de George Marshall : Major de l'armée de l'air
- 1959 : Un mort récalcitrant (The Gazebo) de George Marshall : Dr. Bradley, le médecin d'Elliott
- 1961 : Opération Geishas (Cry for Happy) de George Marshall : Chaplain
- 1962 : Incident in an Alley (en) : Ed, Procureur de district adjoint
- 1964 : Advance to the Rear : Maj. Hayward (CSA)
- 1965 : Zebra in the Kitchen : oncle Travis
- 1965 : Billie (en) de Don Weis : Doctor Hall
- 1966 : Quel numéro ce faux numéro ! (Boy, Did I Get a Wrong Number!) de George Marshall : Newscaster
- 1967 : Ride to Hangman's Tree : 2e homme avec Carlson
- 1970 : Tora ! Tora ! Tora ! de Richard Fleischer, Kinji Fukasaku et Toshio Masuda : Officier d'état-major du général Marshall
- 1978 : Corvette Summer de Matthew Robbins : Lieutenant de police de Las Vegas

### Télévision
- 1960 : Au nom de la loi : saison 2 épisode 32 (Le Banquier/ Pay off at Pinto) : Ed Shaw
- 1964 : See How They Run (en) : Manley
- 1965 : Les Mystères de l'Ouest (The Wild Wild West), (série) - Saison 1 épisode 4, La Nuit de la Mort Subite (The Night of sudden Death) de William Witney : Foxx
- 1969 : Dragnet 1966 : Officier Wilkins
- 1970 : The Aquarians (en) : Second Reporter
- 1971 : Columbo : Rançon pour un homme mort (Columbo: Ransom for a Dead Man) : Paul Williams